# Chrysochlamys guatemaltecana
Chrysochlamys guatemaltecana är en tvåhjärtbladig växtart som beskrevs av J. D. Smith. Chrysochlamys guatemaltecana ingår i släktet Chrysochlamys och familjen Clusiaceae. Inga underarter finns listade i Catalogue of Life.